# Trine Haltvik
Trine Haltvik (* 23. März 1965 in Trondheim) ist eine norwegische Handballtrainerin und eine ehemalige Handballspielerin.

## Spielerkarriere
Trine Haltvik spielte in ihrer Heimatstadt bei Byåsen IL, mit dem sie fünfmal norwegische Meisterin wurde. In der Saison 1999/2000 lief sie für den spanischen Erstligisten Remudas Gran Canaria auf, anschließend kehrte sie zu Byåsen IL zurück. 1998 wurde sie zur Welthandballerin des Jahres gewählt. Im Jahre 2006 beendete sie ihre Karriere und wurde anschließend zum dritten Mal Mutter. Haltvik feierte im Oktober 2010 ihr Comeback beim damaligen norwegischen Erstligisten Selbu IL, wo sie gemeinsam mit ihrer erstgeborenen Tochter Katinka auflief. Im März 2011 erklärte Haltvik, dass sie aufgrund von Schulterbeschwerden endgültig ihre Karriere beenden werde. Trotz dieser Ankündigung, lief sie in der Saison 2011/12 nochmals für den abgestiegenen Selbu IL auf.
Haltvik bestritt 241 Länderspiele für die norwegische Nationalmannschaft, mit der sie die Europameisterschaft 1998 und die Weltmeisterschaft 1999 gewann. Sie nahm 1988, 1996 und 2000 an den Olympischen Spielen teil, wobei sie 1988 die Silber- und 2000 die Bronzemedaille gewann.

## Trainerkarriere
Haltvik war schon vor ihrem ersten Karriereende als Trainerin im Nachwuchsbereich des norwegischen Handballverbands aktiv, wo sie auch noch heutzutage tätig ist. Im Sommer 2012 übernahm die Norwegerin zusätzlich Selbu IL, wo sie das Traineramt ihres Lebensgefährten Eskil Berg Andreassen übernahm. Mitte 2014 ging sie als Trainerin an die Sportschule Toppidrettsgymnaset i Telemark in Skien. Anfang 2015 wurde bekannt, dass sie als Trainerin bei Gjerpen Håndball beginnen wird.